# 涙をとどけて (スティーヴィー・ワンダーの曲)
「涙をとどけて」(Signed,Sealed,Delivered I'm Yours) は、アメリカ合衆国のシンガーソングライターであるスティーヴィー・ワンダーが1970年に発表した楽曲。

## 解説
この曲はスティーヴィーとその母親のルーラ、リー・ギャレットとシリータ・ライトとの合作である。
ギャレットとスティーヴィーとは初期のモータウンのツアーで、フィラデルフィアで知り合って以来の親友であり、ギャレットも生まれつきの盲目で、1963年にフィラデルフィアに居を構えてから、当地のミュージシャンに興味を持っていた。スティーヴィー同様、ユーモアやいたずら好きなところがあり、ともに盲目の黒人ミュージシャンとして、取り違える人が多かったようである。のちにフィラデルフィアのディスクジョッキーになり、1967年にはデトロイトのFM局WGPRに移り、スティーヴィーと再会している。
シリータ・ライトは、歌手になることを夢見つつ、モータウンで秘書を勤めており、スティーヴィーは彼女のことが気に入り、彼がモータウンのグループを実験的ベースでプロデュースした際に、リタ・ライトのペンネームで彼女を起用している。スティーヴィーは彼らを自宅に呼び、この曲を共作したわけである。
曲はエレクトリック・シタールで始まり、それから下降し、スティーヴィーの短い叫び、警笛のようなサキソフォンやトランペット、女性グループによる軽いバックコーラスと競うようなヴォーカルへと繋がってゆく。
この曲はスマッシュヒットとなり、同じメンバーで同年スピナーズに書いた「イッツ・ア・シェイム」に加えて、スティーヴィーの才覚を決定的なものにしている。
『ローリング・ストーン』誌が選ぶ最も偉大な500曲において、203位にランクされている。

## チャート
| チャート (1970年)                             | 最高位 |
| --------------------------------------------- | ------ |
| カナダ                                        | 19     |
| イギリス                                      | 15     |
| アメリカ合衆国ビルボードホット100             | 3      |
| アメリカ合衆国ビルボード・ホットR&Bシングルス | 1      |
| アメリカ合衆国キャッシュボックス トップ100    | 1      |

| チャート (1970年)                 | ランク |
| --------------------------------- | ------ |
| アメリカ合衆国ビルボードホット100 | 31     |
| アメリカ合衆国キャッシュボックス  | 23     |